# Estigmene ochreomarginata
Estigmene ochreomarginata is een vlinder uit de familie spinneruilen (Erebidae), onderfamilie beervlinders (Arctiinae). De wetenschappelijke naam van de soort is voor het eerst geldig gepubliceerd in 1909 door Bethune-Baker.
Deze nachtvlinder komt voor in tropisch Afrika.